# 10.5厘米突擊榴彈砲42
10.5公分突擊榴彈砲42（德語：Sturmhaubitze 42, Sd.Kfz 142/2, StuH 42）是第二次世界大戰時，德國以三號突擊砲為基礎開發並投入使用的一款突擊砲。

## 簡介
1941年中期，伴隨三號突擊炮F型換裝75毫米StuK 40 L/43反坦克炮，以及E型之前所裝備的7.5厘米短砲管StuK 37 L/24榴彈砲面對步兵支援和碉堡時威力漸顯不足，德國的陸軍兵器局第六課，規劃同以三號突擊砲為基礎，研究攻擊碉堡等堅固的防禦工事為目標的新型車輛。
車體設計由戴姆勒與梅賽德斯-賓士負責，砲架的設計則由萊茵金屬負責，以三號突擊砲E型為樣本，搭載加裝了電子擊發設備及砲口制動器的10.5 公分 leFH 18榴彈炮的试验车在1942年十月制造完成，當時納粹德國元首阿道夫·希特勒十分关注并鼓勵量產，在該年的十一月末，有9辆參與了列寧格勒圍城戰。

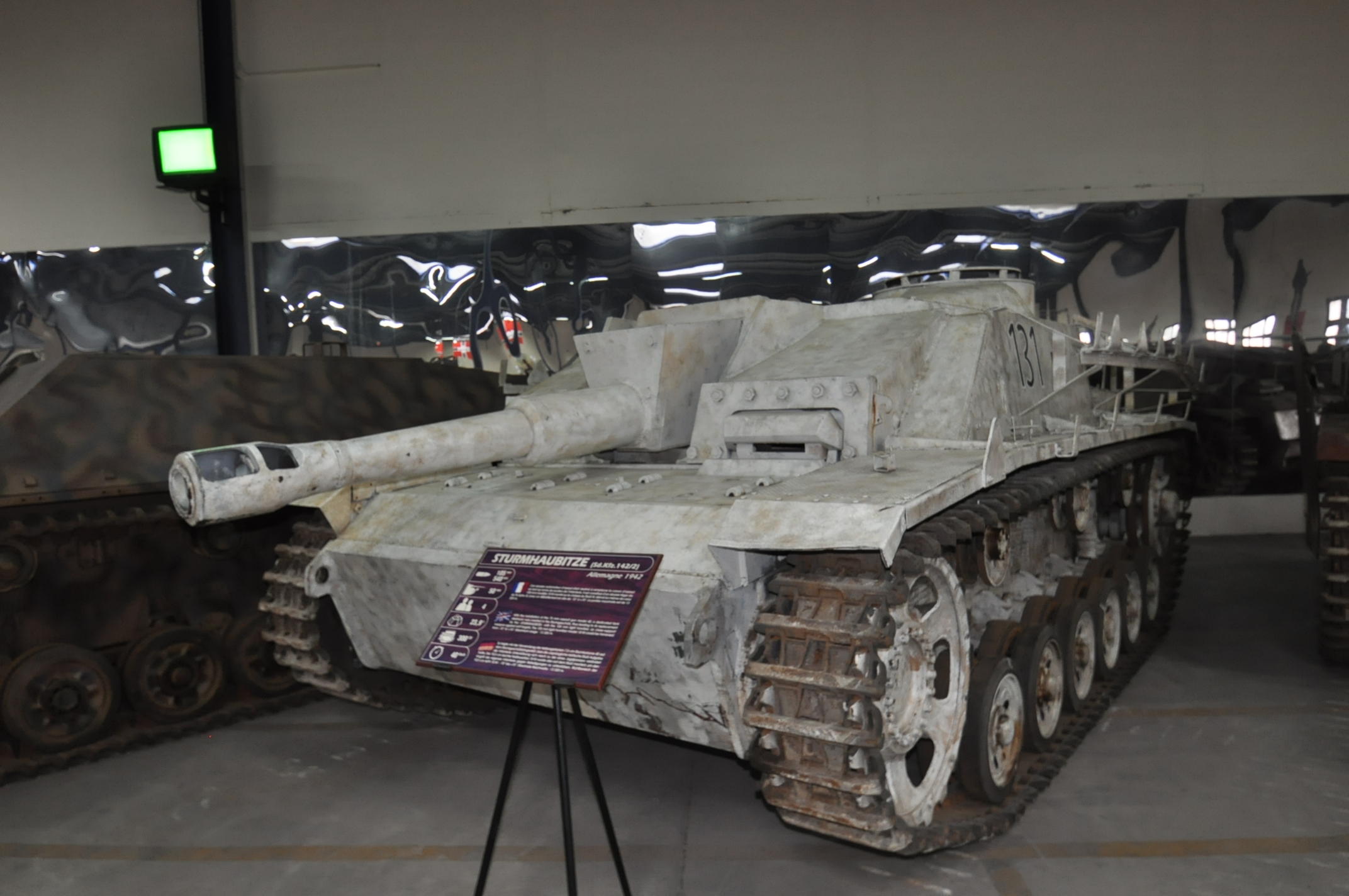
以三號突擊砲G型底盤為基礎的早期量產型。
(索謬爾戰車博物館)

初期的量產型是以F/8型的底盤為基礎，後來則改變成以G型底盤來進行生產。由於資源匱乏的關係，砲口制動器在較晚期的生產車輛上會被省略。包括由三號突擊砲F/8、G型衍生而來的型號在內，此車輛在德国投降前，由Alkett工廠一共生產了約1,300輛(一說1,212輛)。
在較早期的資料中，曾經提到因為伴隨著三號突擊砲的長砲管化，而使得任務變成以反戰車任務為主的關係，因此開發出回歸本來的任務取向的新型車輛。不過後來證明本車型的開發時間就如上述，早於三號突擊砲長砲管化的時間，因此是錯誤的。
根據實戰時曾使用過此車的士兵有着「对抗步兵时十分有用」、「如果只能有十辆突擊砲，其他型号只要有7輛，此車就應該有3輛才是正確的比例」等正面評價。

## 彈藥
由於10.5厘米榴彈砲的砲彈與發射藥需分別裝填，本車射速僅約達每分鐘5發。間接射程時的最大射程雖可達5400公尺，但是在戰場上的目標通常都不會超過2000公尺。
相較於三號突擊砲，StuH 42彈藥可提供更大的爆炸威力。三號突擊炮使用的7.5厘米榴彈彈重僅5.74公斤(約含0.68公斤裝藥)，而10.5厘米榴彈的彈重高達15.55公斤(約含1.4-1.75公斤的裝藥)。爆炸時的有效破片散佈深達10公尺，寬達35公尺。

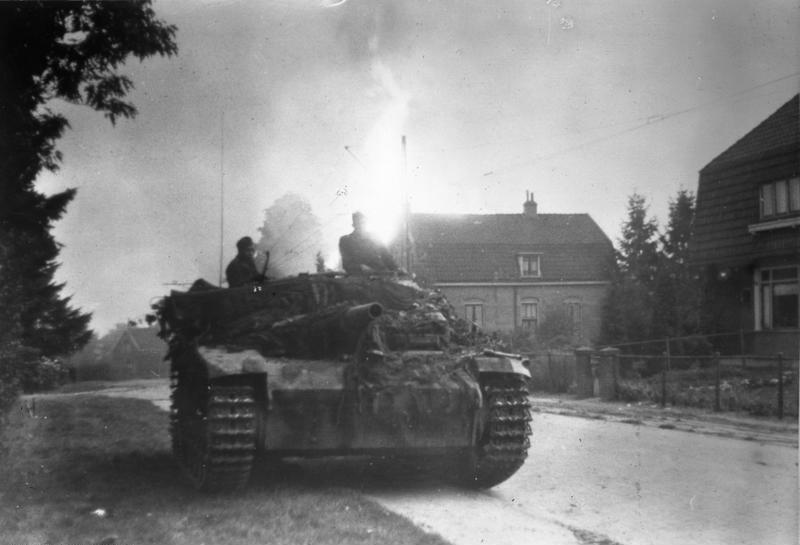
於在阿納姆戰役中的StuH 42 (無砲口制動器)。
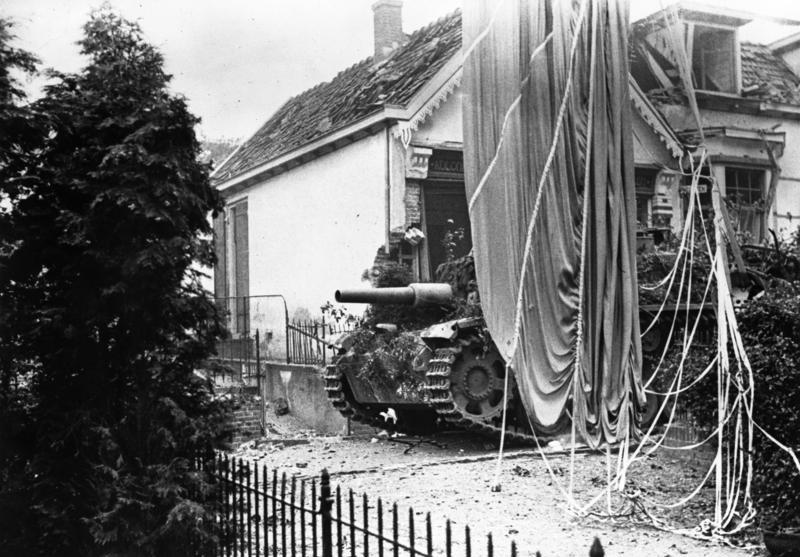
待命中的StuH 42 (無砲口制動器)，拍攝於荷蘭阿納姆，1944年。

## 登場作品

### 電子遊戲
『戰爭雷霆』
德意志國防軍的驅逐戰車线出现。
『戰車世界』
德意志國防軍的驅逐戰車StuG III Ausf.B　及　StuG III Ausf.G可以通过换装主炮变成该型。
『钢铁之师2』
德意志國防軍的支援單位